# Félix Luib
Félix Luib, né le 5 juillet 1869 à Strasbourg et mort le 25 mars 1946 dans la même ville, est un photographe et éditeur alsacien, l'un des plus importants éditeurs de cartes postales de Strasbourg au début du XXe siècle.

## Publications
Éditeur, il fait paraître de nombreuses publications touristiques, auxquelles il participe parfois comme photographe, telles que : Au pays d'Alsace, À travers l'Alsace, Vues d'Alsace, Die Vogesen ou Ansichten aus den Vogesen. Ces ouvrages contiennent des annonces publicitaires collectées par sa propre agence, Hieronimus & Luib.
Comme celle de son contemporain Jules Manias (1866-1944), sa maison d'édition contribue activement à la diffusion massive d'une Alsace traditionnelle, facilitée vers 1900 par l'apparition de nouveaux procédés d'impression.

Vues de Strasbourg.
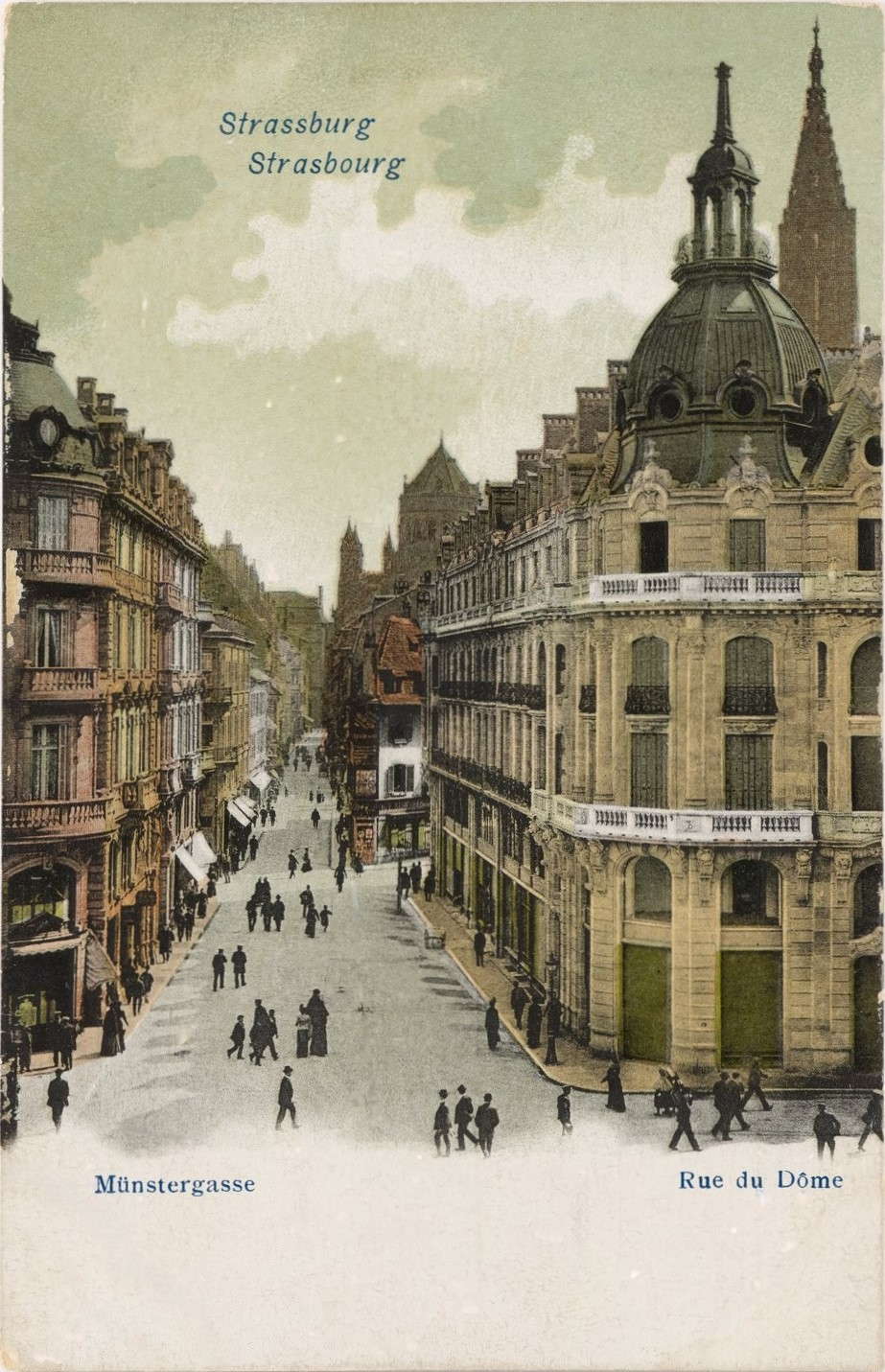
Rue du Dôme, 1900.
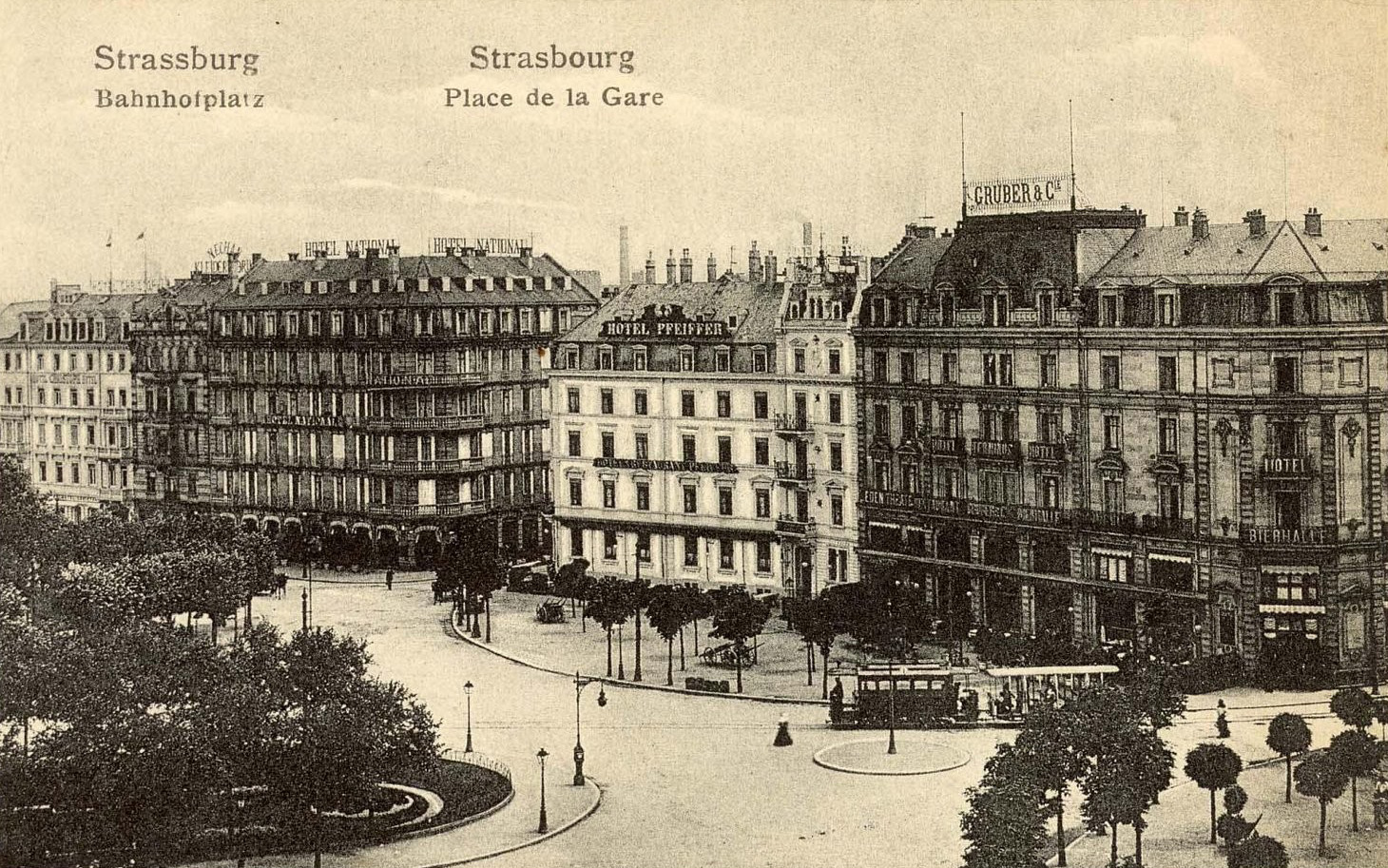
Place de la Gare, 1914.
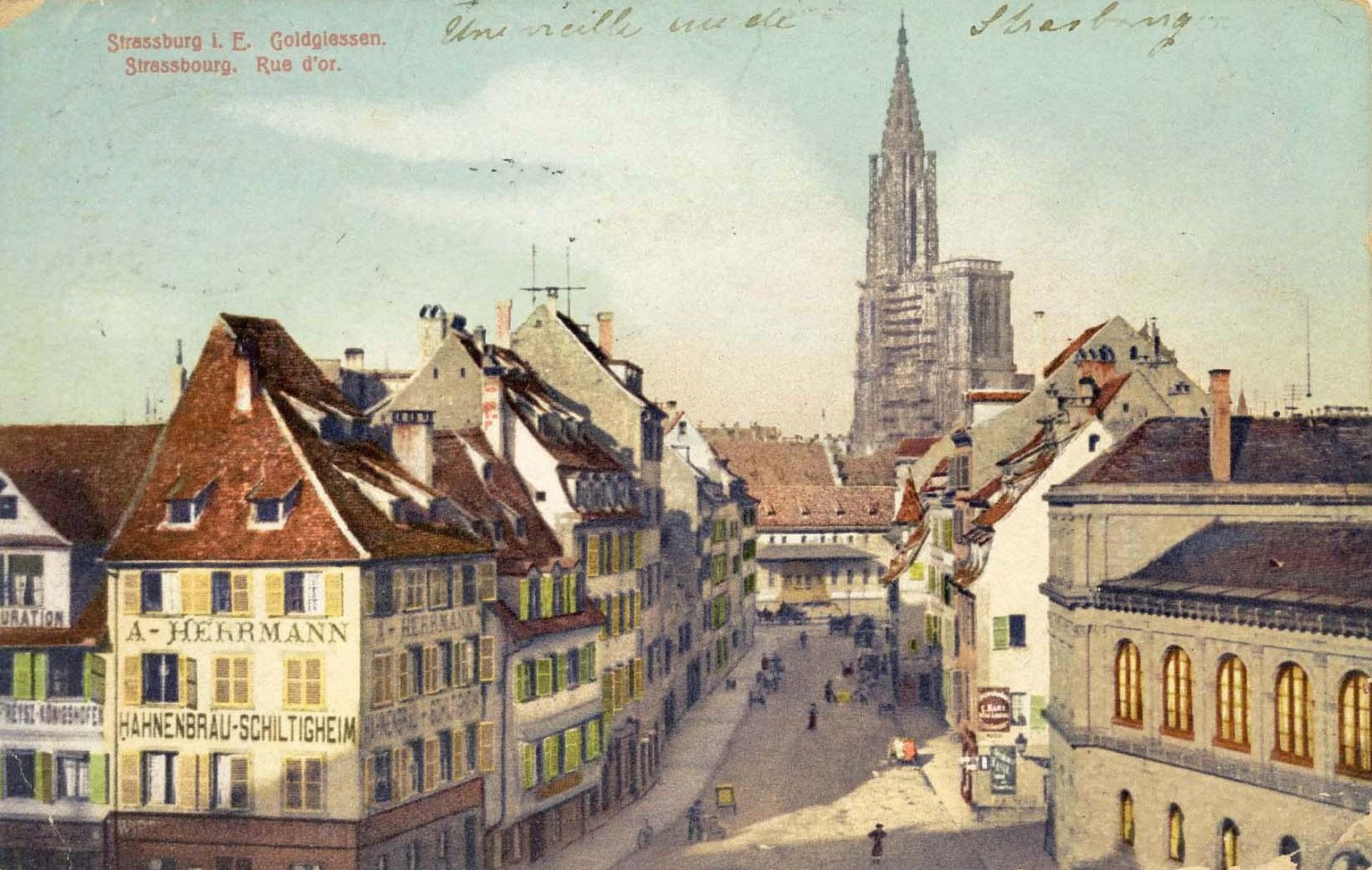
Rue d'Or, 1920.
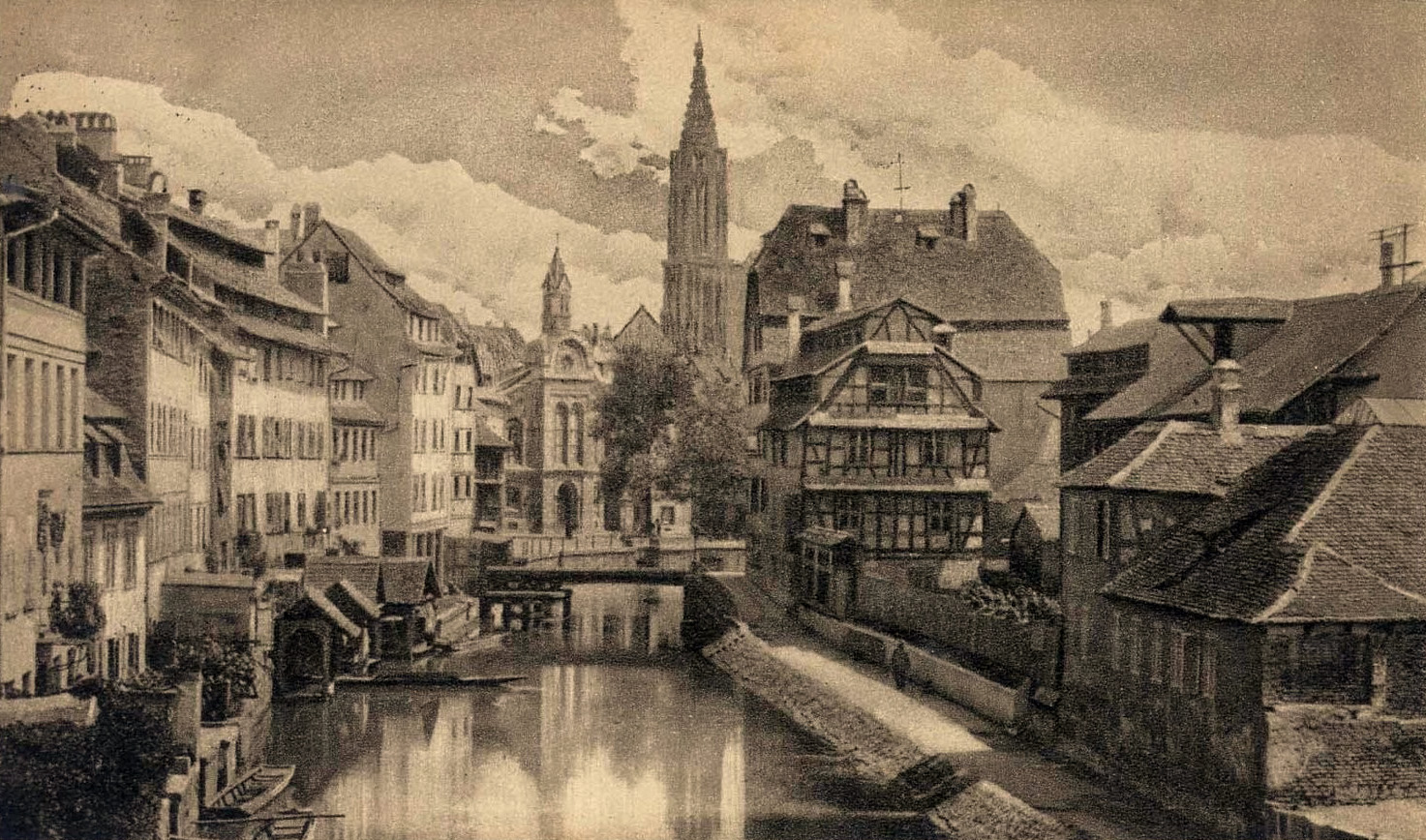
Quai de la Petite-France, 1930.